# Dream Alliance
Dream Alliance, född 23 mars 2001 i Wales, är ett engelskt fullblod som tävlade i National Huntlöpning, mest känd för att ha segrat i Welsh National (2009).

## Bakgrund
Dream Alliance är en fuxvalack efter Bien Bien och under Rewbell (efter Andy Rew). Han föddes upp av Rewbell Syndicate och ägdes av Alliance Partnership. Han tränades av Philip Hobbs.
Dream Alliance föddes upp av Janet Vokes, vars huvudsakliga erfarenhet fram till dess varit att föda upp whippets och tävlingsduvor. Då hon arbetade på en lokal pub hörde hon Howard Davies, en lokal skatterådgivare, diskutera en kapplöpningshäst som han en gång hade ägt. Hon inspirerades av idén, och strax efter hittade hon och hennes man, Brian, ett sto vid namn Rewbell till salu för 1 000 pund, delvis på grund av en taggtrådsskada och ett mycket dåligt temperament. De köpte henne till slut för 350 pund och utnämnde Davies som "racing manager" för gruppen.
De betäckte Rewbell med Bien Bien, en hingst som stod sin första säsong som avelshingst i Storbritannien, och det blivande fölet föddes 2001. Hästen föddes upp på en kolonilott i Cefn Fforest nära staden Blackwood i södra Wales, och till slut gick 23 olika personer med i ett ägarsyndikat. Varje medlem bidrog ursprungligen med 10 pund per vecka för att hjälpa till att träna hästen. Syndikatet organiserades av Davies, som uppskattade att det skulle kosta 15 000 pund om året att hålla hästen i träning och fastställde att 30 personer, som var och en bidrar med 10 pund i veckan, skulle fungera.
Dream Alliance sprang in totalt 138 646 pund på 30 starter, varav 5 segrar, 4 andraplatser och 2 tredjeplatser. Han tog karriärens största seger i Welsh National (2009).

## Karriär
Dream Alliance sattes i träning hos Philip Hobbs som treåring. Den 10 november 2004 kom han fyra i sin första start, och tog sin första seger i sin fjärde start. Han gick sedan in i en svacka, men började vinna igen i april 2007 i Perth Gold Cup. I ett förberedande lopp för 2008 års Grand National på Aintree, skadade han sig i en sena, och räddades från att bli avlivad tack vare uppmaningar från Davies.
Rehabiliteringen krävde en stamcellsbehandling, och till slut kunde Dream Alliance tävla igen. Hans insprungna prispengar var tillräckliga för att täcka kostnaderna för hans operation och 15 månaders rehabilitering. Han började på rasträning igen i juli 2009.
Dream Alliance vann 2009 års upplaga av Welsh National, och reds då av Tom O'Brien. Som ett resultat av hans ödmjuka bakgrund och den framgångsrika behandlingen fick hästen betydande mediabevakning inför 2010 års upplaga av Grand National. Han startade i löpet, men bröt löpet vid det sjunde hindret. Efter Grand National konstaterades det att han hade en lungsjukdom. Han gjorde ytterligare sju starter, utan större resultat, och avslutade tävlingskarriären 2012.

## I media
2015 hade en dokumentär om hästen och människorna runt honom, med titeln Dark Horse: The Incredible True Story of Dream Alliance, premiär på Sundance Film Festival och vann World Cinema audience award.
Dream Horse, en fiktiv skildring av Alliance Partnership och Dream Alliance med Toni Collette och Damian Lewis i huvudrollerna, visades på Sundance Film Festival 2020 och hade premiär för allmänheten 2021.